# Дорофей (Маммелис)
Митрополи́т Дорофе́й Мамме́лис (греч. Μητροπολίτης Δωρόθεος Μαμμέλης; 1861, Сийи, Бурса — 6 марта 1921, Лондон) — епископ Константинопольской православной церкви; митрополит Прусский (1908—1921), являлся местоблюстителем Константинопольского патриаршего престола (1918—1921).

## Биография
Родился в 1861 году в селе Сийи (ныне Кумьяка, Турция) в Малой Азии, в Османской империи.
По рекомендации Митрополита Халкидонского Каллиника поступил в Богословскую школу на Халки, которую окончил в 1883 году.
После завершения образования был назначен директором общественной школы Хрисокераму.
В 1892 году, по рекомендации митрополита Ираклийского Германа (Кабакопулоса), впоследствии Константинопольского Патриарх, единогласно избран Синодом Великой церкви епископом Каллиопольским и Мадитским.
7 декабря 1895 года возведён в сан митрополита Гревенского.
В 1899 году, в патриаршество Константина V, был введён в состав Священного Синода; участвовал в повторном избрании Патриарха Иоакима III в 1901 году.
18 сентября 1901 года переведён на Никопольско-Превезскую кафедру.
25 октября 1908 года стал митрополитом Прусским.
В 1912 году назначен председателем Смешанного Совета.
Под его влиянием 12 октября 1918 года принёс отречение от Патриаршего престола патриарх Герман V — ввиду народных волнений и недовольства им. С перевесом в 1 голос был избран Местоблюстителем и оставался в таком статусе до своей смерти, что составило самый длительный со времени падения Константинополя период вдовства Константинопольской кафедры. Основная причина неизбрания патриарха состояла в опасениях главы Греческого правительства Элефтериоса Венизелоса, что новый патриарх мог занять проосманскую позицию и помешать его планам расширения границ Греции за счёт малоазийских территорий распадавшейся в результате поражения в войне и внутреннего кризиса Оттоманской империи.
21 января 1919 года, находясь под защитой расположенного в Константинополе греко-иритского полка, митрополит Дорофей отменил преподавание турецкого языка в греческих школах города. 16 марта в храмах Константинополя была обнародована прокламация об «Объединении с Грецией», после чего Патриархия и местные греки, в надежде на поддержку английских войск, отказались признавать султанское правительство.
После смещения Венизелоса и прихода к власти в Греции нового правительства 1 ноября 1920 года, Афины выразили желание возвратить на престол Германа V, что не нашло поддержки в Синоде Константинопольского патриархата.
Скончался 6 марта 1921 года в Лондоне вследствие заболевания дыхательных путей, где находился как участник Лондонской мирной конференции 21 февраля — 18 марта 1921 года (пыталась примирить Османское правительство с Великим национальным собранием в Анкаре для спасения Севрского договора).
Отпет в Патриаршем храме в Константинополе; похоронен монастыре Живоносного Источника в Балыклы.
Неопределённость с замещением Патриаршей кафедры продолжалась и по смерти митрополита Дорофея, при его преемнике митрополите Кесарийском Николае (Сакопулосе), и завершилась 25 ноября 1921 года избранием константинопольским патриархом Архиепископа Афинского и всея Эллады Мелетия (Метаксакиса).

## Экуменическая и иная деятельность
Был первым руководителем Константинопольского патриархата, активно и конструктивно развивавшим связи с инославными организациями (кроме римо-католиков). Целью подобной деятельности было получение поддержку всех нетурецких сил в регионе в условиях войны между греками и турками.
В январе 1919 году в Константинополе была проведена греко-армянская конференция, с целью координирования деятельности этих двух групп населения в городе.
В январе 1920 года было издано «Окружное послание Константинопольской Церкви всем христианским Церквам» с предложением организовать Лигу Церквей, аналогичную созданной в то время Лиге Наций. Патриархат положительно откликнулся на инициативу Епископальной Церкви о проведении Всемирного христианского конгресса в рамках движения «Вера и устройство»; в 1920 году Патриархат впервые направил делегацию на VI Ламбетскую конференцию в Лондон.
По пути в Париж на международную мирную конференцию в январе 1919 года о судьбе Османской империи, посетил в Риме собор святого Петра, но уклонился от встречи с Римским папой.
На международных конференциях призывал к уничтожению Османской империи; Патриархия при нём перестала признавать султанское правительство и по гражданским делам обращалась к оккупационным властям.
В конце ноября 1920 года, по поручению Временного Высшего Церковного Управления на Юго-Востоке России, с ним вели переговоры о церковно-правовом статусе русских архиереев и беженцев на территории юрисдикции Константинопольского Патриархата архиепископ Анастасий (Грибановский) и епископ Вениамин (Федченков); Синодальной Грамотой от 2 декабря 1920 года Патриархия признала за оказавшейся на её территории частью Русской Церкви право ограниченного внутреннего самоуправления.